# Taraxacum lawalreei
Taraxacum lawalreei — вид квіткових рослин з підродини цикорієвих (Cichorioideae).

## Поширення
Нідерланди, Бельгія, Швейцарія, Австрія, Польща, Україна.

## Біоморфологічна характеристика
Це багаторічна рослина. Належить до Taraxacum sect. Taraxacum.